# Колібрі райдужний
Колі́брі райдужний (Anthocephala floriceps) — вид серпокрильцеподібних птахів родини колібрієвих (Trochilidae). Ендемік Колумбії. Світлолобий колібрі раніше вважався підвидом райдужного колібрі, однак був визнаний окремим видом.

## Опис
Довжина птаха становить 8,4 см. У самців передня частина тімені охристо-біла, задня частина тімені рудувато-каштанова, верхня частина тіла зелена, блискуча, за очима білі смуги. Нижня частина тіла сірувато-охриста. Центральні стернові пера бронзово-зелені, решта зелені з широкою темною смугою на кінці і з білими або охристими кінчиками. Дзьоб короткий, прямий, чорний, довжиною 13 мм. Самиці мають подібне забарвлення, однак тім'я у них повністю каштанове.

## Поширення і екологія
Райдужні колібрі мешкають на північних і східних схилах гірського масиву Сьєрра-Невада-де-Санта-Марта на півночі Колумбії. Вони живуть у вологих гірських тропічних лісах, у вторинних заростях, іноді на кавових плантаціях, на висоті від 600 до 1700 м над рівнем моря. Зустрічаються поодинці, живляться нектаром квітів, яких шукають в нижньому ярусі лісу. Сезон розмноження триває з вересня по жовтень. На початку сезону розмноження самці збираються на невеликих токовищах і постійно співають, сидяти на гілках на висоті від 2 до 5 м над землею.

## Збереження
МСОП класифікує цей вид як вразливий. За оцінками дослідників, популяція райдужних колібрі становить від 500 до 2500 дорослих птахів. Їм загрожує знищення природного середовища.